# Ратка Димитрова
Ратка Димитрова (на македонска литературна норма: Ратка Димитрова) е цигуларка и политик от Република Македония.

## Биография
Родена е в 1940 година в град Скопие, тогава в Кралство Югославия. Завършва Факултета за музика на Люблянския университет, а след това получава магистърска степен от Консерваторията „Пьотър Илич Чайковски“ в Москва. Димитрова дълги години е преподавателка в Музикалния факултет на Скопския университет, отдел цигулка, където се пенсионира. Свири като концерт майстор в Македонската филхармония и има много концертив Социалистическа република Македония и в чужбина.
В 1991 година и избрана за депутат от ВМРО – Демократическа партия за македонско национално единство в Събранието на Република Македония. Димитрова е координатор на групата на ВМРО-ДПМНЕ. Димитрова е координатор на групата на ВМРО-ДПМНЕ. Основава Съюза на жените във ВМРО-ДПМНЕ.
По-късно Димитрова е виден критик на управлението на ВМРО-ДПМНЕ, начело с Никола Груевски.
Димитрова е женена за философа и политик Димитър Димитров, министър на образованиета, а по-късно и на културата. Техен син е Никола Димитров, министър на външните работи на Северна Македония.
Ратка Димитрова умира на 30 август 2020 година.